# عدم
لما كانت الميتافيزيقيا هي دراسة ما هو موجود، فقد يتوقع المرء من الميتافيزيقيين أن لا يتعدوا الحد فيكون لديهم القليل فقط مما يقولونه عن الذي ليس موجودا. ولكن منذ بارمنيدس في القرن الخامس قبل الميلاد، حدثت تعليقات غنية في إمكان عالم فارغ، إذا كانت هناك فراغات، وحول طبيعة العدم والسلب.

## لم هناك بعض الشيء وليس لا شيء؟
هذا السؤال أدرجه مارتن هايدغر كأهم مدخل أساسي إلى الفلسفة. لماذا نتوقع لا شيء بدلا من شيء؟ لا تجربة يمكن أن تدعم فرضية 'لا يوجد شيء' لان أي ملاحظة تستلزم بوضوح وجود ملاحظ.
هل هناك أي دعم مسبق لِ 'لا يوجد شيء'؟ قد يجيب المرء بمنهجيه أساسية أن يجعل العالم الفارغ الأصل. فعلى سبيل المثال، الكثير يعتقد أن كل من زعم وجود شيء وجب عليه الإثبات، والذي لم يزعم بشيء لا إثبات عليه. كأن يقول عالم الفلك بوجود مياه في القطب الجنوبي للقمر، آنذاك عليه أن يقدم بيانات تؤكد وجود المياه على سطح القمر. وإذا كنا لا نحتاج إلى أدلة تؤكد وجود ادعاءاتنا، آنذاك المنظر الذي يفسر الظواهر تفسيرا كاملا بمجموعة من الأشياء يمكن أن يحصل على مسوغ إضافي غير واقعي كالقول بأطلانطس. فيرتد علينا من هذه الإضافات. لمنع بروز الكيانات الغير ضرورية، يمكن للمرء طلب أن الميتافيزيقيين يبدؤون بالعالم الفارغ ويقبلون فقط بتلك الكيانات المعتمدة. هذا هو النظام الذي فرضه رينيه ديكارت. ووضح كل شيء به، وعندها يسمح بقبول فقط ما يمكن إثبات وجوده.
أوغسطين كانت آراؤه أكثر محافظة: لا ينبغي لنا أن نبدأ من البداية ولا من النهاية، ولكن من حيث نحن، في الوسط. نتناول الرأي حول وجود الأشياء المختلف عليها بتقييم مدى مواءمة هذه الكيانات مع وجود أكثر الأشياء رسوخا. ولو بدأنا من لا شيء، فإننا نفتقر إلى الاتجاهات اللازمة لشق الطريق إلى الأمام.

## هل يوجد على الأكثر عالم واحد فارغ؟
معظم الفلاسفة يوافق على فرضية بيتر فان إينواغين أنه لا يوجد أكثر من عالم فارغ واحد. فقد قاموا بصياغة العالم الفارغ على غرار المجموعة الفارغة. إذا كانت المجموعة معرفة بالتحديد من عناصرها، فإنه لا يمكن أن يكون هناك أكثر من مجموعة واحدة فارغة.

## أمن شيءٍ خلق الشيء أم من لا شيء؟
قال ابن حزم: والفساد عندنا على الحقيقة افتراق الجسم على اشياء كثيرة وذهاب أعراضه وحدوث أعراض أخر عليه، وأما الأجرام كلها فغير معدومة الأعيان أبدا بوجه من الوجوه، ولكنها منتقلة من صفة إلى صفة كما قال القرآن: {خلقا من بعد خلق} (6 الزمر 39).
وقال ابن تيمية: لا يحدث حادث مباين إلا مسبوقا بحادث مباين له فالحدوث مسبوق بإمكانه ولا بد لإمكانه من محل ولهذا لم يذكر الله قط أنه أحدث شيئا إلا من شيء.

## الكلام في المعدوم أهو شيء أم لا؟
اختلف الناس في المعدوم أهو شيء أم لا:
- فقال أهل السنة كالأشعرية وغيرهم ليس شيئا وبه يقول هشام بن عمرو الغوطي أحد شيوخ المعتزلة
- وقال سائر المعتزلة المعدوم شيء
- وقال عبد الرحيم بن محمد بن عثمان الخياط أحد شيوخ المعتزلة أن المعدوم جسم في حال عدمه إلا انه ليس متحركا ولا ساكنا ولا مخلوقا ولا محدثا في حال عدمه.